# Hattholmen fyr
Hattholmen fyr (auch Hatholmen) ist ein Leuchtturm in Agder (Norwegen) und liegt auf der Ostseite der Insel Indre Hatholmen im Mannefjorden vor dem Hafen Mandal (Kommune Lindesnes).

## Geschichte
Der Leuchtturm wurde 1867 gleichzeitig mit dem Ryvingen fyr erbaut und hat sowohl eine funktionelle wie auch eine visuelle Verbindung zu diesem. Der Leuchtturm ist als 1½ geschossiges Wohnhaus aus Holz mit einem Leuchtraum auf dem Dach gebaut. Der Linsenapparat stammt von 1931. 1985 wurde der Turm auf Solarzellenbetrieb umgestellt.
Seit 1973 ist der Turm automatisiert und unbemannt. Am 12. September 1997 wurde die gesamte Anlage unter Denkmalschutz gestellt.